# Sustinente
Sustinente (lombardul: Süstinént vagy Süstgnént) település Olaszországban, Lombardia régióban, Mantova megyében. Lakosainak száma 1908 fő (2023. január 1.). Sustinente Bagnolo San Vito, Gazzo Veronese, Quingentole, Quistello, Roncoferraro, San Benedetto Po, Serravalle a Po és Villimpenta községekkel határos.

## Népesség
A település lakossága az elmúlt években az alábbi módon változott:
| Lakosok száma | 2068 | 2023 | 1908 |
|               | 2017 | 2018 | 2023 |